# فريدريك كريستيان
فريدريك كريستيان (14 يونيو 1877 في المملكة المتحدة - 13 مارس 1941 بريدنغ في المملكة المتحدة) (بالإنجليزية: Frederick Christian)‏ هو لاعب كريكت بريطاني. شارك في الألعاب الأولمبية الصيفية 1900.

## وصلات خارجية
- فريدريك كريستيان على موقع اللجنة الأولمبية الدولية (الإنجليزية)
- فريدريك كريستيان على موقع أوليمبيديا (الإنجليزية)
- فريدريك كريستيان على موقع اللجنة الأولمبية البريطانية (الإنجليزية)